# Смиле Наумовски
Смиле Наумовски (на македонска литературна норма: Смиле Наумовски) е поет и разказвач от Северна Македония.

## Биография
Роден е през 1951 година в охридското село Годиве, тогава в Югославия. Завършва Философския факултет на Скопския университет. Работи като учител по македонски език в Охрид. Член е на Дружеството на писателите на Македония от 1995 година.
Носител е на наградата „Студентски збор“ за най-успешна дебютантска книга за 1978 година и носител на награда за най-добър разказ на държавно ниво в 2007 година на конкурса по повод 20-годишнината от смъртта на Живко Чинго. Негови песни се превеждани на сърбски, хърватски, албански и италиански, адаптиран е на български книжовен език, а с разказ е застъпен в антологията на разкази от Република Македония на руски език, издадена в 2009 година в Москва.